# Divize C 1973/1974
V soubojích 9. ročníku České divize C 1973/74 se utkalo 14 týmů dvoukolovým systémem podzim–jaro. Tento ročník začal v srpnu 1973 a skončil v červnu 1974.

## Nové týmy v sezoně 1973/74
Z 2. ligy – sk. A 1972/73 sestoupilo do Divize C mužstvo TJ Náchod. Z krajských přeborů ročníku 1972/73 postoupila vítězná mužstva TJ Jiskra ZAZ Jaroměř z Východočeského krajského přeboru. Také sem byla přeřazena mužstva TJ Meteor Praha 8 a TJ Admira Praha 8 z Divize B.

## Výsledná tabulka
Zdroj: 
| Poř. | Tým                             | Z  | V  | R | P  | VG | OG | B  |
| ---- | ------------------------------- | -- | -- | - | -- | -- | -- | -- |
| 1.   | TJ Meteor Praha 8               | 26 | 14 | 7 | 5  | 39 | 28 | 35 |
| 2.   | TJ Admira Praha 8               | 26 | 14 | 6 | 6  | 42 | 18 | 34 |
| 2.   | TJ Kolora Semily                | 26 | 13 | 6 | 7  | 37 | 34 | 32 |
| 4.   | TJ Náchod                       | 26 | 11 | 9 | 6  | 61 | 40 | 31 |
| 5.   | TJ Spartak Pelhřimov            | 26 | 11 | 7 | 8  | 42 | 34 | 29 |
| 6.   | TJ Spartak Hradec Králové "B"   | 26 | 11 | 7 | 8  | 28 | 29 | 29 |
| 7.   | TJ Lokomotiva Nymburk           | 26 | 10 | 7 | 9  | 47 | 37 | 27 |
| 8.   | TJ Jawa Metaz Týnec nad Sázavou | 26 | 11 | 2 | 13 | 44 | 43 | 24 |
| 9.   | TJ Slavoj Vyšehrad              | 26 | 9  | 5 | 12 | 45 | 41 | 23 |
| 10.  | TJ Xaverov Horní Počernice      | 26 | 7  | 9 | 10 | 30 | 28 | 23 |
| 11.  | TJ LIAZ Jablonec nad Nisou „B“  | 26 | 8  | 6 | 12 | 37 | 46 | 22 |
| 12.  | TJ Transporta Chrudim           | 26 | 6  | 9 | 11 | 24 | 42 | 21 |
| 13.  | TJ Lokomotiva Pardubice         | 26 | 7  | 5 | 14 | 30 | 53 | 19 |
| 14.  | TJ Jiskra ZAZ Jaroměř           | 26 | 4  | 7 | 15 | 23 | 56 | 15 |

Poznámky:
- Z = Odehrané zápasy; V = Vítězství; R = Remízy; P = Prohry; VG = Vstřelené góly; OG = Obdržené góly; B = Body

|  | Postup do 3. ligy – sk. A 1974/75                |
|  | Sestup do příslušného oblastního přeboru 1974/75 |